# Frisstűzi acélgyártás
A frisstűzi acélgyártás módszere nagyjából a 15. század végén, a 16. század elején alakult ki. Addig az acélt bucakemencében állították elő. A kemencéből kikerülő vasszivacsból kovácsolással távolították el a salakmaradványokat, illetve tömörítették az acél terméket. Az acélgyártásnak ez a korszaka nevezhető az első acélkorszaknak, ami a frisstűzi acélgyártás megjelenésével ért véget. Ezzel gyakorlatilag elkezdődött a tervszerű, tudatos és rendszeres acélgyártás.
A frisstűzi acélgyártás kemencéjét – a német Frischfeuer kifejezés után – a magyarban frisstűznek nevezték. Ez a kemence egy nyitott izzító berendezés, részben földbe süllyesztett, vaslapok között elhelyezett, alacsony, szekrény alakú szerkezet volt. A tűztért öntöttvas lapokkal vették körül, és öntöttvasból készült a teknő fenéklapja is, amit alulról vízzel hűtöttek. A teknő 60–90 centiméter élhosszúságú, négyzet alakú, 25–35 centiméter mélységű volt. Az állítható helyzetű fúvóka mélyen benyúlt a tűztérbe. A kemence aljára először salakot raktak, erre pedig több fázisban faszenet rétegeztek, miközben alulról erőteljes levegőbefúvást végeztek. Így alakult ki az az izzó tűzfészek, amibe betolták a nyersvas darabokat, vagy a rétegek közé szórták. Az izzítás során újabb faszénrétegeket, néha salakot helyeztek el a rajta. Az alkalmazott technológiát – a régi gomolyakemencékkel szemben – a fúvólevegő és a faszén nagyobb mennyisége jellemezte. Ez a levegő- és faszénfelesleg biztosította a nagyobb hőmérsékletet és vele együtt azt az oxidáló hatást, amivel a nyersvas kísérő elemeit (a karbont, a szilíciumot, a mangánt) kiégették, és így jött létre az acél. A technológia a következő alapfolyamatokból állt össze: a vas cseppenkénti leolvadása, a lecsepegő vas alkotóinak részleges oxidálása, végül az oxidált vas salak alatti kristályosodása. A művelet nagyjából négy órát vett igénybe, és általában mintegy 100–150 kilogrammos acélgomolyát (lupának is nevezték) kaptak. A kohóban az anyag nem olvadt meg, ezért a termék neveként a forrasztott acél kifejezést használták (a kavaró eljárás acéljára is), ezzel szemben a később feltalált konverterben, illetve Martin-kemencében előállított acélt folytacélnak vagy folyasztott acélnak nevezték.
A frisstűzi acélgyártást mintegy 500 évig használták az acélgyártásban, Svédországban és Ausztriában (Stájerországban) még a 20. század elején is gyártottak ezzel a módszerrel kiváló minőségű, tiszta acélt, pedig ekkor a korszerű folytacélgyártás (Bessemer- és Martin-eljárás) már évtizedek óta ismert és alkalmazott módszer volt az acél nagyipari gyártásában. Ezekben az országokban ugyanis már a kiinduló nyersvas minősége is nagyon jó minőségű volt, amiből szintén jó minőségű frisstűzi acélt állíthattak elő, és ami általában a tégelyben való továbbfinomítás alapanyaga volt. Egy stájer frisstűzi acélban a fontosabb összetevők a következőképpen alakultak: C = 0,8%, Mn = 0,18%, Si = 0,1%, P = 0,008%, S = nyomokban. Magyarországon a frisstüzeket nagyjából a 19. század közepén szorította ki a kavaró eljárás.